# Войкулеску, Джелу Войкан
Джелу Войкан Войкулеску (рум. Gelu Voican Voiculescu; 8 февраля 1941, Бухарест) — румынский политический и государственный деятель, диссидент в СРР, активный участник антикоммунистической декабрьской революции 1989. Соучредитель Фронта национального спасения, сторонник Иона Илиеску. Один из организаторов процесса над Чаушеску, настаивал на смертной казни. Вице-премьер в первом правительстве Петре Романа, куратор национальной безопасности. В конце 2010-х обвинён в организации кровопролития в дни революции и в ходе Голаниады и Минериады.

## Происхождение и убеждения
Родился в смешанной крестьянско-аристократической семье. Его отец был крестьянином, перебравшимся в Бухарест, мать происходила из знатного боярского рода. Среди предков и родственников по материнской линии был Михай Стурдза, Василий Стурдза, Костаче Негри. Двойное имя возникло от села Войку (жудец Олт), откуда был родом дед по отцовской линии. Джелу Войкан Войкулеску подчёркивал, что воспитан соединением «здоровой мужицкой суровости со стройным блеском благородных династий».
С детства проникся антикоммунистическими убеждениями. Был непримиримым врагом правящей компартии РКП, режимов Георге Георгиу-Дежа и Николае Чаушеску, СССР и Советского блока. Считал систему «реального социализма» несовместимой с существованием человечества. Вдохновлялся историей румынского антикоммунистического повстанчества, образами Георге Арсенеску, Теодора Шушмана, венгерским антикоммунистическим восстанием.

## Геолог-диссидент
После школы Джелу Войкан Войкулеску поступил на геологический факультет Бухарестского университета. Демонстративно отказался вступать в румынский комсомол. В 1959 был исключён — по его словам, за открытое ношение православного креста и интерес к модернистской литературе. Год работал геодезистом на буровом госпредприятии. Вновь поступил в университет, в 1963 получил диплом геолога. Семь лет проработал инженером на нефтяном месторождении в Виделе и научным сотрудником геологического НИИ.
С 1965 находился под наблюдением Секуритате как «опасный молодёжный агитатор». В 1968 Джелу Войкан Войкулеску участвовал в студенческой протестной акции — рождественском марше по инициативе диссидентки Аны Шинкай. В 1970 был арестован Секуритате по обвинению в экономическом шпионаже: будучи туристом в Венгрии, пытался перебраться в Австрию с документацией нефтяного месторождения. Через три месяца был освобождён, поскольку уголовное законодательство СРР наказывало за незаконное пересечение румынской, но не иностранной границы. Кроме того, находившиеся при нём документы не содержали государственной тайны. После этого работал в литературном журнале Viata Românească, затем вернулся к профессии — в проектный институт горнодобывающей промышленности. Занимался разработкой медного рудника Рошия-Поени.
Джелу Войкан Войкулеску стоял на позициях антикоммунистического диссидентства. Продолжал агитировать против РКП. В 1977 задерживался Секуритате по подозрению в плане побега за границу — в Турцию через Болгарию на надувном матрасе. В 1985 был вновь арестован, обвинён в антигосударственной пропаганде, а также в мошенническом присвоении государственных средств путём подделки документов. Был приговорён к полутора годам заключения (минимальный срок по статье о пропаганде составлял семь лет, но власти из внешнеполитических имиджевых соображений старались воздерживаться от жёстких преследований диссидентов). Отбывал в бухарестской тюрьме строгого режима Рахова. Через одиннадцать месяцев Войкулеску был освобождён по амнистии.
После освобождения вновь работал инженером-геологом на золоторудном предприятии в Бая-Маре. Установил контакты с представителями статусной интеллигенции — Серджиу Николаеску, Силвиу Бруканом, Казимиром Ионеску, Аурелом Драгошем Мунтяну — так или иначе связанными с лидером античаушистской «партийной фронды» Ионом Илиеску. В то же время плотно контролировался Секуритате, находился в постоянной разработке, вынужден был являться на регулярные вызовы.

## Революционный комиссар
В декабре 1989 Джелу Войкан Войкулеску с энтузиазмом поддержал Румынскую революцию. 22 декабря пришёл во взятое революционерами здание Румынского телевидения, с боем взятое революционерами. Там лично познакомился с Ионом Илиеску, ставшим во главе революционной власти. Выступил с балкона перед толпой, приветствовался как репрессированный. 
Джелу Войкан Войкулеску стал одним из учредителей Фронта национального спасения (ФНС). Вошёл в состав Совета ФНС под председательством Илиеску — наряду с такими известными деятелями, как Петре Роман, Ласло Текеш, Силвиу Брукан, Серджиу Николаеску, Виктор Стэнкулеску, Думитру Мазилу, Корнелиу Мэнеску, Александру Бырлэдяну, Дойна Корня, Ана Бландиана, Ион Карамитру, писатель Мирча Динеску, генерал Штефан Гушэ, экс-министр Дан Марциан (всего 40 человек).
В этом кругу Джелу Войкан Войкулеску принял полномочия революционного комиссара. Производил сильное имиджевое впечатление яростной непреклонности (этому способствовала и своеобразная внешность «бородатого интеллигента в очках со стальным взглядом»). Получил прозвища Румынский Робеспьер и Борода революции. Занял максимально жёсткую позицию в вопросе о судьбе Николае и Елены Чаушеску, категорически настаивал на смертной казни. Также расстрела Чаушеску требовал генерал Стэнкулеску, но по иным причинам: Войкулеску считал необходимым совершить тираноубийство, Стэнкулеску стремился устранить опасных свидетелей собственных деяний.

Я был одним из последовательных сторонников их ликвидации. Потому что цель революции — устранить тех, кто находится у власти. Если они не хотят уйти добровольно, тогда их нужно убить. Как показывает история, революция — не галантная вечеринка.

Джелу Войкан Войкулеску

Вместе с генералом Виктором Стэнкулеску и профессором Вирджилом Мэгуряну Войкулеску представлял ФНС на процессе над четой Чаушеску. После казни организовал захоронение на кладбище Генча. Свою позицию впоследствии объяснял необходимостью революционного разрыва с тоталитарно-коммунистическим прошлым, символической значимостью акта казни диктатора и его ближайшей сподвижницы.

## Вице-премьер по безопасности
28 декабря Джелу Войкан Войкулеску был назначен вице-премьером в первом правительстве Петре Романа. Курировал вопросы национальной безопасности. При его участии была расформирована Секуритате, арестованы сановники свергнутого режима. Джелу Войкан Войкулеску отказался от охраны, положенной вице-премьеру (опасался слежки со стороны политических противников), но открыто носил оружие, с которым не расставался даже во время сна (надеясь, что репутация человека эмоционально необузданного и беспощадного к врагам сама по себе остановит нападение). Ночи проводил в правительственной резиденции рядом с архивами Секуритате с пистолетом в руке.
Джелу Войкан Войкулеску приказал арестовать директора Секуритате генерала Юлиана Влада. В то же время на специально собранном совещании он заверил офицеров Секуритате, что не собирается преследовать за одну принадлежность к прежней госбезопасности. Новая система создавалась при их непосредственном участии.
Вместе с министром обороны генералом Николае Милитару Войкулеску руководил оприходованием архивов бывшей тайной полиции и формированием новых румынских спецслужб. Под его руководством были учреждены Служба внешней информации (SIE, разведка), Департамент информации и контрразведки (DIPI/UM0215, подразделение госбезопасности в структуре МВД), Румынская служба информации (SRI, ведомство национальной безопасности). При этом на посты в спецслужбах нередко назначались бывшие сотрудники Секуритате, в том числе лично знакомые Войкулеску. В качестве консультанта был принят даже генерал Николае Дойкару — многолетний глава внешней разведки Секуритате, участник репрессий ещё во времена Георгиу-Дежа, олицетворение коммунистической карательной системы.
Оптимальным главой государства на переходный период Войкулеску считал Илиеску («все знали, что если Чаушеску когда-нибудь умрёт, вместо него придёт Илиеску»). Занимал сторону Илиеску в событиях 12 января 1990, когда была предпринята попытка отстранения председателя Совета ФНС и выдвижения Думитру Мазилу. Многое сделал для удержания ситуации при массовых беспорядках и для консолидации ФНС в начале 1990. Во время уличных протестов 18 февраля под лозунгами «Долой неокоммунизм! Долой секуристов!» вице-премьер подвергся физическому насилию: протестующие ворвались в его офис, побили и вырвали часть бороды. Особенное внимание уделял налаживанию отношений с военными, не доверявшими правительству Романа, и шахтёрами, которые «слушают только своих». Руководил пресечением межнациональных столкновений и подавлением беспорядков в Тыргу-Муреше, жёстко отстаивал целостность Румынии.
На парламентских выборах 1990 Джелу Войкан Войкулеску был избран в сенат Румынии. На выборах президентских поддерживал Илиеску. Участвовал в подавлении Голаниады — оппозиционных выступлений мая-июня 1990 против «неокоммунистического» ФНС. Был одним из организаторов Минериады — приезда в Бухарест шахтёров из долины Жиу, разогнавших митинг на Университетской площади. Вскоре после этих событий Войкулеску ушёл с правительственного поста.

## Дипломат, правозащитник, астролог
В 1994—1996 Джелу Войкан Войкулеску — посол Румынии в Тунисе. Оставил этот пост после избрания президентом Эмиля Константинеску (участника Голаниады). В 2001, когда президентом вторично являлся Илиеску, Войкулеску направился послом в Марокко. Вернулся по истечении срока полномочий в 2005.
В 2004 президент Илиеску назначил Войкулеску в руководящий совет Института Румынской революции. Также он был одним из руководителей Организации по защите прав человека (исполнял обязанности председателя после ареста главы организации по коррупционным обвинениям). В 2016 стал советником Госсекретариата по признанию заслуг борцов против коммунистического режима. С 2004 состоял в Национальном совете Института Румынской революции (IRRD), в 2018 возглавил институт. Резко критиковал президента Траяна Бэсеску.
Войкулеску обвинялся в тайном сотрудничестве с Секуритате, но доказать обвинение не удалось. Подтвердился только факт оперативной разработки и регулярных контактов — но не передачи какой-либо информации. Авторам версии о сотрудничестве Войкулеску советовал «лечиться на военной службе».

## Судебные преследования
В 2014 президентом Румынии был избран представитель Национал-либеральной партии (НЛП) Клаус Йоханнис. НЛП исторически противостояла ФНС и подвергалась преследованиям. Новые власти поставили под сомнение резонность существования IRRD, ориентированного на Илиеску. В 2021 Войкулеску оставил руководство институтом.
13 июня 2017 Генеральная прокуратура Румынии обвинила Джелу Войкана Войкулеску в преступлениях против человечности, совершённых в июне 1990, при организации Минериады и подавлении Голаниады (в уличных погромах и столкновениях после прибытия шахтёров погибли шесть человек). Вместе с ним привлечены к судебной ответственности Ион Илиеску (тогда президент), Петре Роман (тогда премьер), Вирджил Мэгуряну (тогда начальник SRI), Казимир Ионеску (тогда функционер ФНС), шахтёрский вожак Мирон Козма, ещё несколько чиновников, военных и шахтёров. . Им инкриминировалось нападение на демонстрантов, приведшее к гибели нескольких человек, многие были ранены и избиты.
21 декабря 2018 Генеральная прокуратура Румынии обвинила в преступлениях против человечности Иона Илиеску, Джелу Войкана Войкулеску и генерала Иосифа Руса. Им вменяется, что в период 22—30 декабря 1989 они «дезинформировали общественное мнение и провели на территории Румынии военную операцию, приведшую к террористическому психозу и братоубийственному огню». По версии следствия, вооружённое противостояние революционных сил с войсками Чаушеску пришлось на 17—22 декабря (погибли более 300 человек) и завершилось бегством и арестом диктатора — но в следующие восемь дней обвиняемые намеренно провоцировали кровопролитные столкновения, дабы закрепить свою власть (погибли более 800 человек). Войкулеску это опровергает, называя уголовное дело «местью бывших коммунистических руководителей и их потомков».
21 декабря 2019 на юбилейных торжествах, посвящённых 30-летию Румынской революции, Джелу Войкан Войкулеску подвергся нападению и был до крови избит костылём. Нападавшие повторяли обвинения прокуратуры.

## Семья и личность
Джелу Войкан Войкулеску женат вторым браком. Первая жена Ана Кармен была на 18 лет моложе его, в 2018 скончалась от сердечного приступа. Вторая жена Джорджиана Даниэла моложе на 41 год. От первого брака Войкан Вайкулеску имеет четверых детей.
В своих выступлениях Войкулеску подчёркивает экзистенциальное значение супружеских отношений, важность удачного брака для общественно-политических побед. В доказательство своей точки зрения приводит собственную жизнь с Аной Кармен. Много лет Войкулеску увлечённо занимается эзотерикой и астрологией — при этом являясь православным верующим.
Известный румынский историк Мариус Опря отказывает Войкулеску в праве именоваться революционером — поскольку его действия в качестве члена Совета ФНС и вице-премьера были направлены на укрепление власти Илиеску, сохранявшего структуры свергнутого режима. Объясняет он это давним «стокгольмским синдромом» Войкулеску в отношениях с Секуритате.
Сам Джелу Войкан Войкулеску отвергает подобные оценки. Он убеждён в исторической правоте революции и казни Чаушеску. Возмущён судебным преследованием «тех, кто принёс Румынии свободу». Своё мировоззрение характеризует как последовательный элитаризм и истинный консерватизм. Симпатизирует «удивительному и оригинальному» Дональду Трампу. За несколько лет предсказал аннексию Крыма и вторжение РФ в Украину — как проявление «права сильного». Обладает репутацией «загадочного персонажа».

## Награды
- Медаль «Румынская революция декабря 1989 года» (13 декабря 1991 года)[22]